# Bugrampe

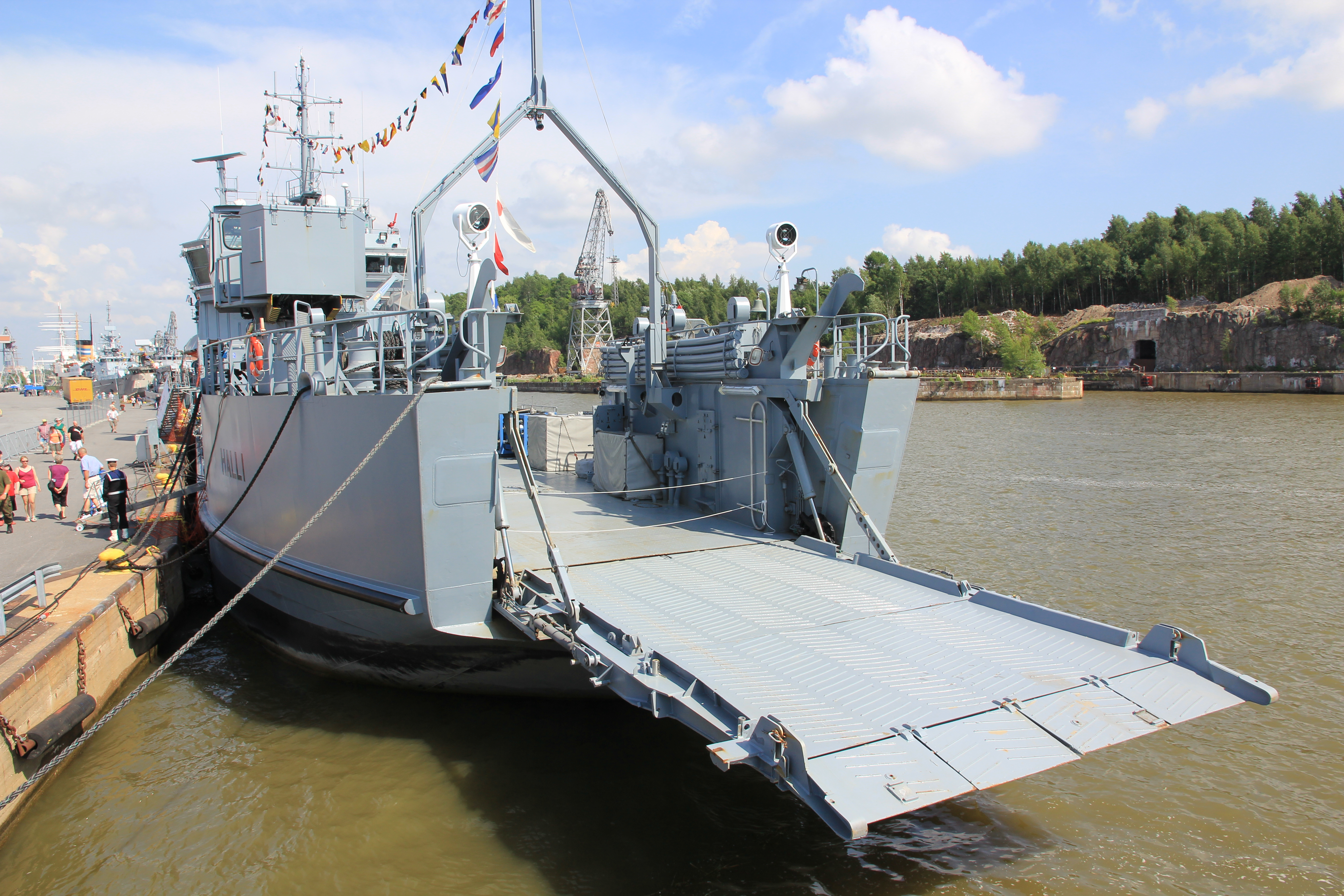
Bugrampe des finnischen Gewässerschutzschiffes Halli

Als Bugrampe wird die  Verladerampe am Bug eines Wasserfahrzeugs bezeichnet. Sie ist eine schiffbauliche Besonderheit für den horizontalen Ladungsumschlag zu einem Kai oder auch zu natürlichen Gegebenheiten wie an einen Strand. 

## Aufbau und  Verwendung
Bugrampen werden als klappbare Verbindung zwischen dem Wasserfahrzeug und dem Ort der Entlademöglichkeit genutzt. Sie können aus einem Stück bestehen, aber auch faltbar konstruiert sein. Gleichzeitig dienen sie häufig als wasserdichter Verschluss des Bugbereiches in der Außenhaut des Wasserfahrzeuges. 
Über die Bugrampe können Personen stufenlos an und von Bord gehen, Fahrzeuge passieren oder rollendes Transportgut be- und entladen werden. Sie kommt bei Landungsbooten, Autofähren, Fahrgastschiffen und Arbeitsschiffen zum Einsatz. Mit einer Bugklappe ausgerüstete Fahrzeuge werden manchmal als Buganleger oder so genannte Kopflander bezeichnet.
Seit einigen Jahren werden auch Rettungsboote mit Bugrampen in Dienst gestellt. Sie ermöglichen das mühelose Bergen von Personen und Gegenständen, den Transport sperriger Gegenstände und erleichtern den Einsatz von Tauchern.

## Beispiele

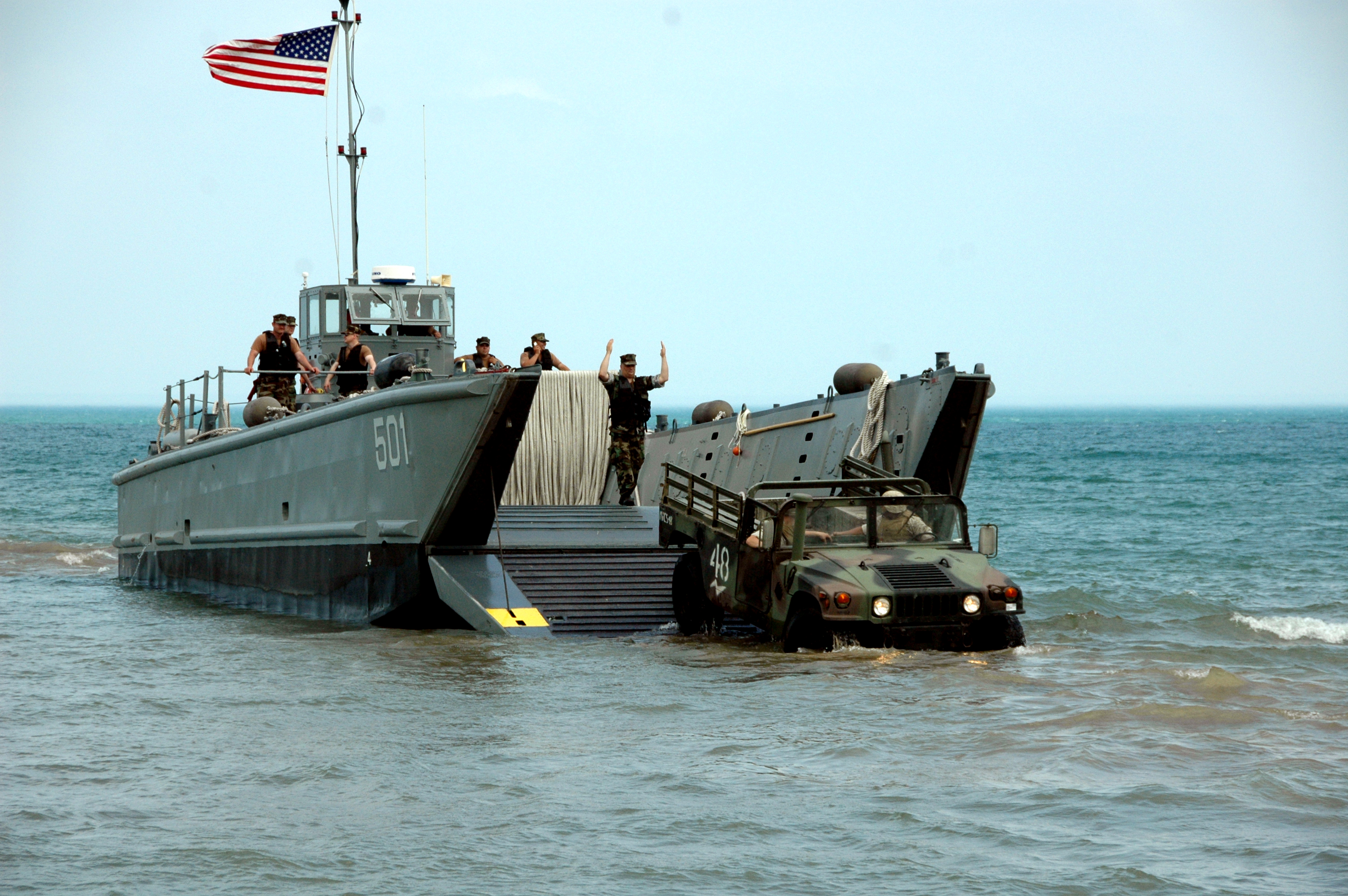
Landungsboot der United States Navy
Schottische Autofähre Canna
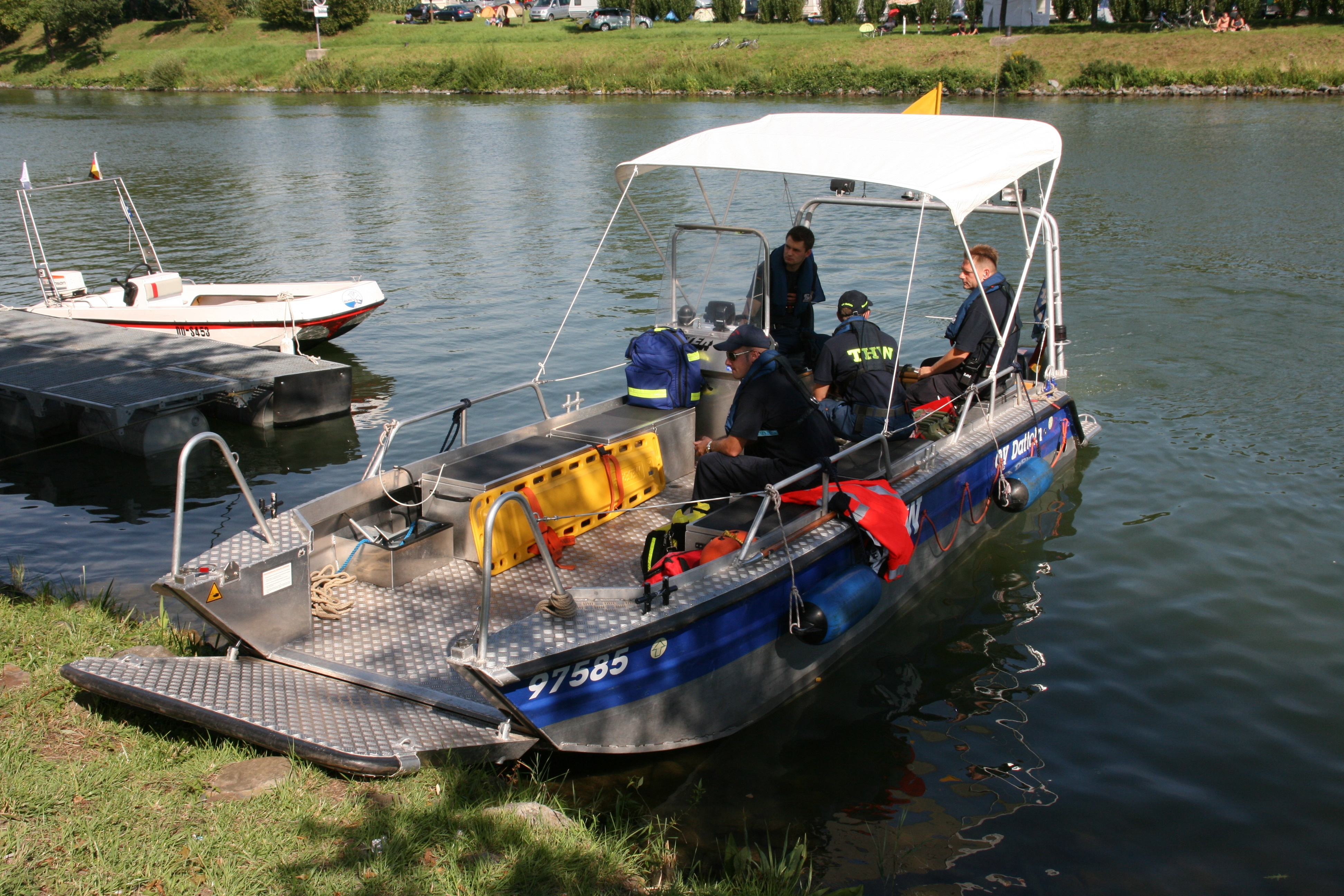
Mehrzweckarbeitsboot des THW
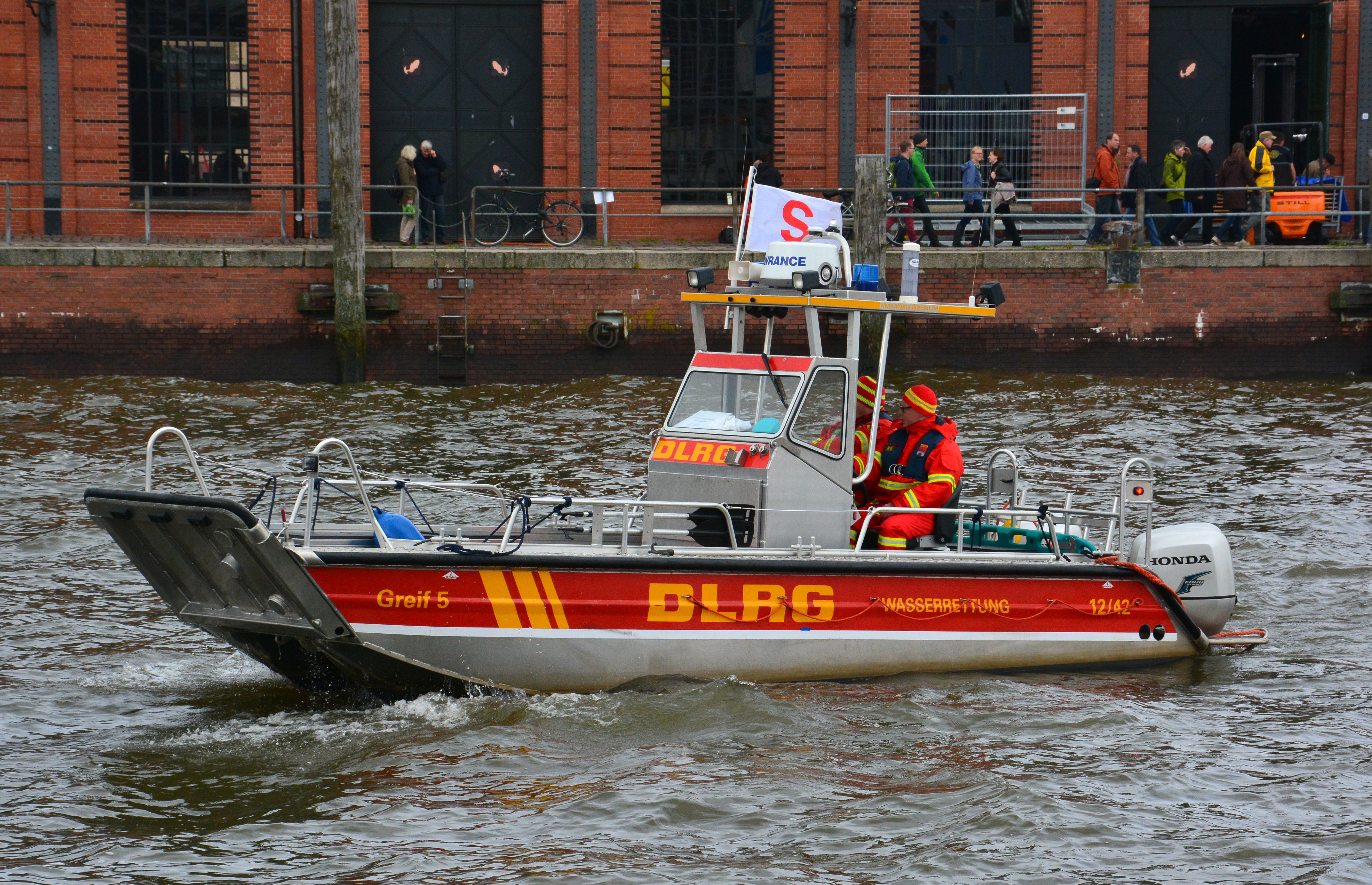
Rettungsboot der DLRG
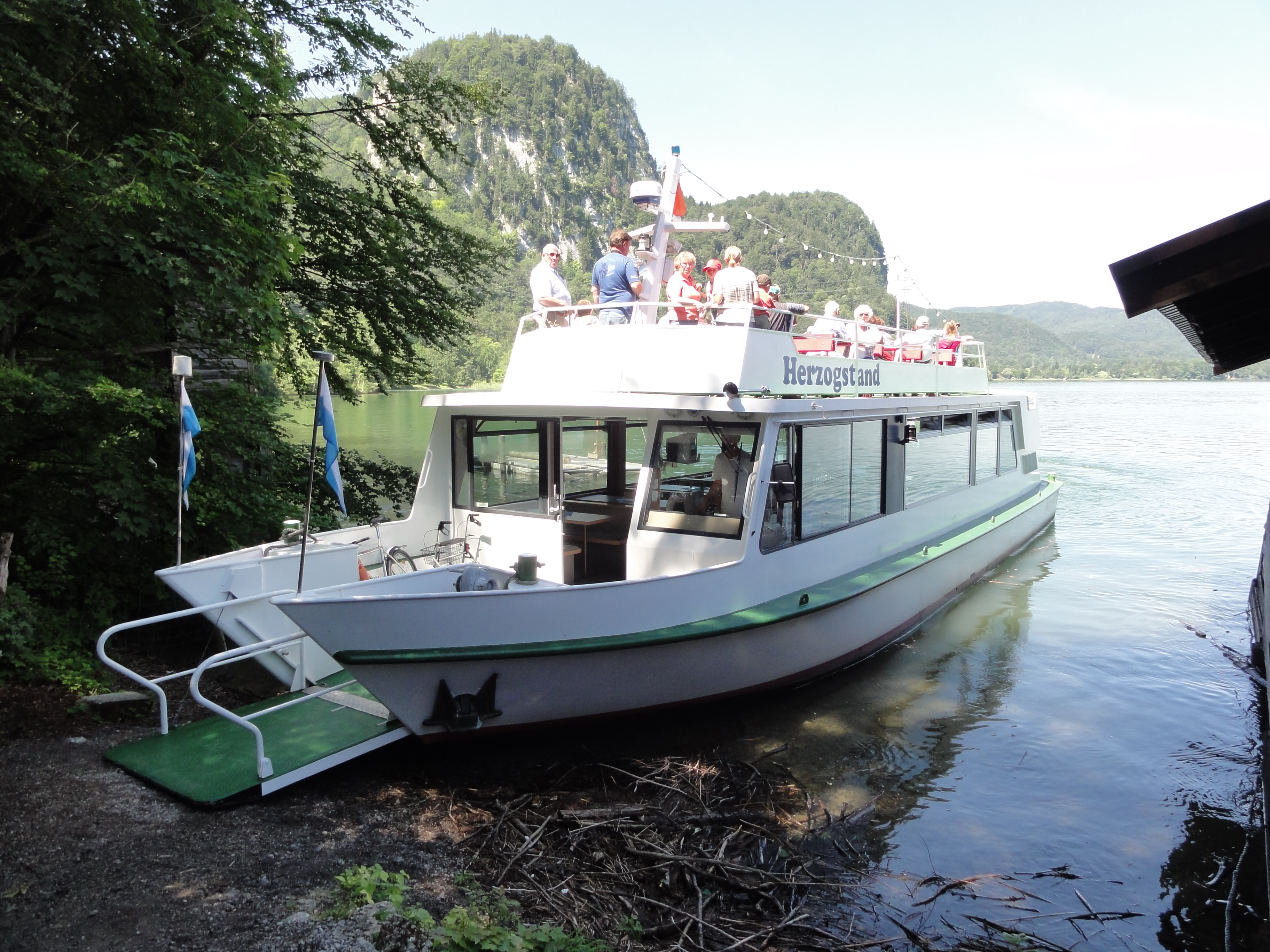
Ausflugsschiff mit Bugrampe